# 공주마이스터고등학교
공주마이스터고등학교(公州마이스터高等學校)는 대한민국 충청남도 공주시 유구읍 백교리에 있는 공립 고등학교이다.

## 학교 연혁
- 1971년 12월 27일 : 유구종합고등학교 설립 인가(6학급)
- 1972년 3월 14일 : 개교 및 제1회 입학식
- 1972년 3월 18일 : 초대 김형구 교장 취임
- 1974년 3월 1일 : 유구고등학교로 교명 변경
- 1990년 9월 15일 : 학칙 변경 인가(보통과 1학급, 전자계산기과 3학급, 총 12학급)
- 1993년 3월 1일 : 유구공업고등학교로 교명 변경
- 2001년 3월 1일 : 공주공업고등학교로 교명 변경
- 2005년 3월 1일 : 특성화자율학교 지정(전자제어과 2학급, 전기제어과 2학급, 총 12학급)
- 2010년 11월 24일 : 마이스터고등학교 선정(전자정보산업 SMT분야)
- 2012년 3월 1일 : 공주마이스터고등학교로 교명 변경(특수목적고)
- 2012년 3월 5일 : 마이스터고 개교 및 입학식(SMT과 1학년 4학급 84명 입학)
- 2017년 6월 21일 : 제13차 전기전자분야 마이스터고 지정
- 2018년 3월 2일 : 2018학년도 전기전자과 학과 개편
- 2023년 9월 1일 : 제20대 이기준 교장 취임
- 2025년 1월 10일 : 제51회 졸업식(60명, 총 졸업생 7,575명)
- 2025년 3월 4일 : 2025학년도 입학식(전기전자과 4학급 67명)

## 설치 학과
- 전기전자과

## 참고 자료
- 공주마이스터고등학교 - 한국교육학술정보원 학교알리미